# Bruine slingeraap
De bruine slingeraap (Ateles hybridus)  is een zoogdier uit de familie van de grijpstaartapen (Atelidae). De wetenschappelijke naam van de soort werd voor het eerst geldig gepubliceerd door Isidore Geoffroy Saint-Hilaire in 1829.

## Kenmerken
Deze slingeraap heeft een opvallende, witte driehoek op het voorhoofd. De rugzijde is bruin, de buikzijde en de binnenkant van de armen zijn bijna wit. Ze hebben lange armen en benen, een slank lichaam, een lange grijpstaart en duimloze handen. De lichaamslengte bedraagt 42 tot 58 cm, de staartlengte 68 tot 90 cm en het gewicht 7,5 tot 10,5 kg.

## Leefwijze
Dit dier leeft in groepen van ongeveer twintig individuen, maar als ze gaan foerageren, splitsen die zich op in drie- of vierkoppige mannetjes- en vrouwtjesgroepjes. Bij terugkomst joelen ze en maken ze hinnikende geluiden. Hun voedsel bestaat uit vruchten, sappige bladen en vreemd genoeg ook zacht, rottend hout. 

## Verspreiding
Deze soort komt voor in de tropische wouden van noordwestelijk Zuid-Amerika, met name in Colombia en Venezuela.